# Benín en los Juegos Paralímpicos de Sídney 2000
Benín estuvo representado en los Juegos Paralímpicos de Sídney 2000 por un deportista masculino. El equipo paralímpico beninés no obtuvo ninguna medalla en estos Juegos.